# Wojciech Kutyła
Wojciech Kutyła (ur. 21 lutego 1965) – polski urzędnik służby cywilnej, z wykształcenia historyk, w latach 2012–2019 wiceprezes Najwyższej Izby Kontroli.

## Życiorys
Absolwent Wydziału Historycznego Uniwersytetu Warszawskiego i Krajowej Szkoły Administracji Publicznej. Pracował kolejno w Urzędzie Kontroli Skarbowej (1995–1996), Najwyższej Izbie Kontroli (1996–1998) oraz Departamencie Kontroli i Koordynacji Kancelarii Prezesa Rady Ministrów (1998–1999). Od 1999 zatrudniony na stanowiskach kierowniczych w Urzędzie Nadzoru Ubezpieczeń Zdrowotnych oraz Narodowym Funduszu Zdrowia, zasiadał także w komisjach ds. dyscypliny finansów publicznych. W lutym 2005 został dyrektorem generalnym w Ministerstwie Zdrowia, odszedł z resortu jesienią 2011. 26 kwietnia 2012 objął fotel wiceprezesa Najwyższej Izby Kontroli, zajmował to stanowisko do 26 września 2019. Pozostawał następnie pracownikiem NIK jako radca prezesa tej instytucji. W grudniu 2023 objął stanowisko dyrektora generalnego w Ministerstwie Sprawiedliwości. Od 2024 członek Rady Polskiej Agencji Nadzoru Audytowego – przedstawiciel Ministra Sprawiedliwości.
Posługuje się językami angielskim, hiszpańskim i rosyjskim. W 2018 wyróżniony tytułem Honorowego Obywatela Elbasanu.

## Życie prywatne
Żonaty, ma dwoje dzieci.